# Saprosites camerounensis
Saprosites camerounensis är en skalbaggsart som beskrevs av Renaud Maurice Adrien Paulian 1940. Saprosites camerounensis ingår i släktet Saprosites och familjen Aphodiidae. Inga underarter finns listade i Catalogue of Life.